# ميتاسيك
ميتاسيك (بالإنجليزية: MetaCyc) هي قاعدة بيانات تحتوي على معلومات شاملة عن المسارات الأيضية والإنزيمات من العديد من الكائنات الحية. ميتاسيك تخزن المسارات الأيضية الموصوفة تجريبياً.
يمكن أن تكون ميتاسيك بمثابة البيانات المرجعية المحددة للمسارات الأيضية المتوقعة حسابياً لكائنات حية من تسلسل الجينوم الخاص بها، واستخدمت لتنبؤ مسار الآلاف من الكائنات الحية، بما في ذلك تلك الموجودة في مجموعة قاعدة معطيات BioCyc.
تحتوي ميتاسيك على بيانات واسعة النطاق على لكل إنزيم، لتصف بنية وحداته الثانوية والعوامل المساعدة المحفزات والمثبطات خصوصية الركيزة وفي بعض الحالات الثوابت الحركية. كما يوفر مراجع التعليق والمصادر.

## اقرأ أيضاً
- معرف ميكروبي عالمي

## روابط خارجية
- MetaCyc